# 貝塚インターチェンジ (千葉県)
貝塚インターチェンジ（かいづかインターチェンジ）は、千葉県千葉市若葉区貝塚町にある、京葉道路のインターチェンジ。
ハーフICとなっており、下り（市原・木更津方面）は流出、上り（幕張・船橋方面）は流入のみとなる。

## 接続する道路
- E14京葉道路(9番)
- 国道16号（千葉バイパス）
- 国道51号（北千葉バイパス）

## 周辺
- 荒屋敷貝塚
- ヤマダデンキ家電住まいる館YAMADA千葉本店（北へ)
- 都賀駅
- トップマート・都町店
- 都小学校

## 隣
E14 京葉道路
(8)穴川IC - (9)貝塚IC - (10)千葉東JCT - (11)松ヶ丘IC